# Antófilo

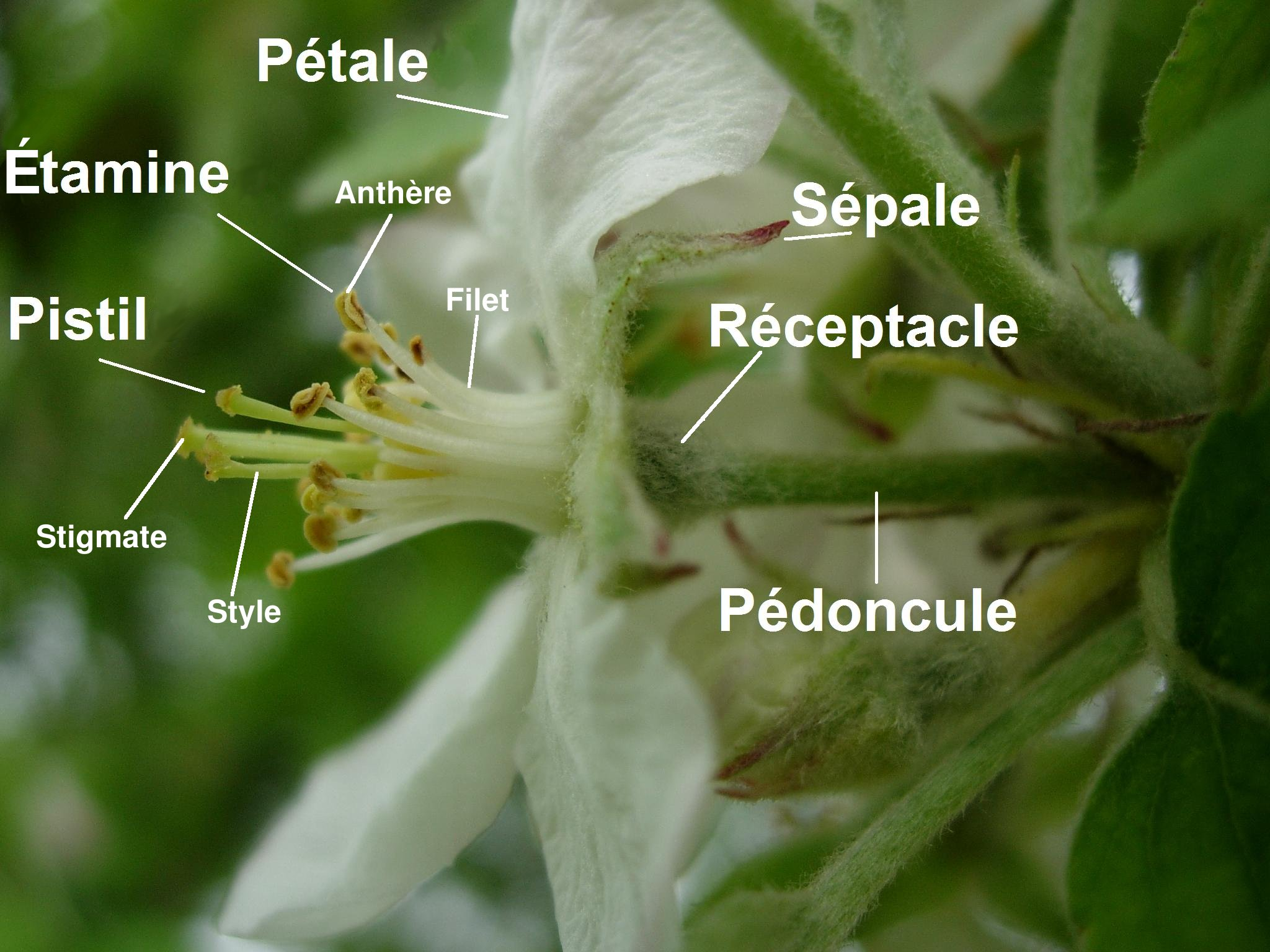
O conjunto das peças florais (os antófilos) de uma flor de macieira.

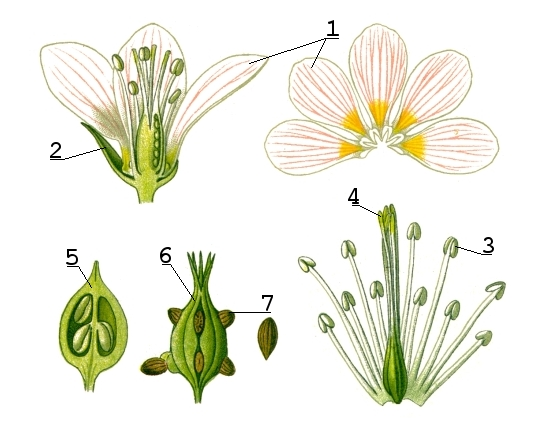
Morfologia da flor de Oxalis acetosella: 1: pétala, 2: sépala, 3: antera, 4: estigma, 5: ovário, 6: fruto, 7: semente.

Peças florais de uma flor completa.

Antófilos, ou peças florais, são folhas modificadas que constituem as partes de uma flor que durante o processo de ontogenia se diferenciam formando o cálice, a corola, o androceu e o gineceu.

## Descrição
Um antófilo é uma folha modificiada em peça floral no curso da evolução para cumprir funções relacionadas com a reprodução. Os antófilos são divididos em dois tipos: protetores e férteis. Os antófilos protetores correspondem às sépalas e pétalas (formando o  perianto). Quando as sépalas e pétalas não são distinguíveis, designam-se por tépalas (formando o perigónio). Os antófilos férteis correspondem aos estames e pistilos (carpelos).
Apesar das profundas alterações, as peças florais são consideradas folhas modificadas que, no caso das peças florais férteis, ocorrem geralmente dobradas sobre si mesmas e fundidas ao longo dos bordos, originando os órgãos reprodutores (estames e pistilos). Esta modificação segue um processo ontogénico característico controlado pela expressão de um complexo de genes homeóticos específico. Estes genes estão inseridos no complexo génico designado por MADS-box.
A combinação da expressão desses diferentes genes define a identidade dos diferentes verticilos florais. Uma mutação num dos genes desse complexo leva a um fenótipo homeótico, ou seja, a substituição de um verticilo por outro, ou seja, a uma homeose floral, fenómeno já assinalado pelo pioneiro da genética William Bateson.

### Peças florais
As peças florais são as diferentes partes da flor, órgão da reprodução sexual das Angiospermas. Existem dois tipos de peças florais: (1) peças florais férteis, desempenhando um papel directo no processo de reprodução através da produção de gâmetas; e (2) peças florais estéreis, desempenhando funções de suporte mecânico, de proteção, condução de nutrientes e de atração de polinizadores. As principais partes florais de uma flor completa são as seguintes:
- Peças florais estéreis (ou antófilos protetores) — são as folhas modificadas encarregadas de dar proteção aos antófilos férteis e que participam com cores e formas nos mecanismos de polinização. Distinguem-se os seguintes tipos de antófilos estéreis:
  - Brácteas;
  - Sépalas (o conjunto constitui o cálice) — Mais semelhantes que as pétalas às folhas normais, são geralmente são verdes e estão localizados sob as pétalas, fechando a flor por baixo em quando a flor está em botão, envolvem e protegem as partes internas, mais delicadas;
  - Pétalas (o conjunto constitui a corola) — As pétalas são quase sempre as partes mais visíveis da flor, geralmente de cores vivas, com função atrativa de polinizadores, organizadas num envelope (ou envoltório) denominado corola. Às vezes são portadores de nectários (glândulas produtoras de néctar);
  - Tépalas (o conjunto constitui o perigónio) — O termo tépala é geralmente usado quando todos os antófilos do perianto floral são semelhantes em forma e cor, e as sépalas e pétalas não são claramente diferenciadas, não sendo possível distinguir um cálice e uma corola, estrutura comum nas plantas monocotiledóneas.
- Peças florais férteis (antófilos férteis ou esporófilos) — são as folhas altamente modificadas nas quais se desenvolvem os órgãos que produzem as células sexuais. Distinguem-se os seguintes tipos de antófilos férteis:
  - Estames (o conjunto constitui o androceu) — divido em filamento e antera, tem como principal função a produção de esporos masculinos (micrósporos), integrando o androceu da flor;
  - Carpelos (o conjunto constitui o gineceu) — Folha com megásporos (ou macrósporos), localizado no centro da flor quando visto de cima, integrando o gineceu.

Peças florais estéreis
As partes estéreis (ou protectoras) incluem o pedúnculo, brácteas (ou brácteas) e o perianto (do grego: peri = ao redor e anthos = flor), este formado pelos conjunto das sépalas e pétalas (ou seja, pelo cálice e corola), constituindo o envoltório da flor.
O pedúnculo define o eixo floral a estrutura que constitui o eixo da flor e onde se inserem todos os verticilos que a constituem, servindo de elemento de suporte e de ligação ao caule.
O conjunto de sépalas constitui o cálice, frequentemente verde e pouco conspícuo, sendo as partes mais externas, tendo como principal função proteger o botão floral nas flores em botão e manter protegida a zona de inserção no eixo floral dos verticilos internos, com destaque para aqueles que contêm peças florais férteis.
As pétalas formam as corola, muitas vezes colorida e vistosa, tendo como principal função a atração de polinizadores e o controlo do processo de polinização. A corola é geralmente a parte mais vistosa do envoltório da flor.
Quando o perianto é composto por sépalas e pétalas de morfologia idêntica, estas são designadas por tépalas. Flor da tulipa é um exemplo de um perianto constituído por tépalas.
Se as pétalas estiverem livres entre si, a flor diz-se dialipétala (exemplo: a flor de Oxalis acetosella); quando as sépalas ocorrem livres, a flor diz-se dialissépala. Quando aquelas estruturas ocorrem fundidas, formando um tubo floral, há gamopetalia ou gamossepalia, respectivamente (como ocorre em Campanula).
No caso particular de Poaceae (anteriormente Graminaceae) e Cyperaceae, as brácteas e as bracteolas são reduzidas e não coloridas e são designadas por glumas e glumelas, respetivamente.
Peças florais férteis
As peças florais férteis são agrupadas em:
- Androceu (do grego: andros = homem, oïkia = casa) constituído pelas peças masculinas, ou seja, os estames, produtores de pólen;
- Gineceu (do grego: gunê = fêmea, oïkia = casa) constituído pelas peças femininas, os pistilos e seus carpelos constituintes, produtores de óvulos.

As peças florais são organizadas mais ou menos regularmente em torno de um eixo floral. Existem dois tipos de simetria floral:
- Flores actinomórficas (aktinos = raio), ou regulares, têm um centro de simetria (simetria radial), como em Ranunculus;
- Flores zigomórficas (zygos = casal), ou irregulares, têm simetria bilateral, como em Salvia.

Em certas Asteraceae (anteriormente designadas por compostas) chamadas radiadas, como a margarida ou o girassol, as flores no centro são actinomórficas enquanto as flores no periferia são zigomórficos.
Nas Asteraceae tubulifloras (como as centáureas), todas as flores são actinomórficas. Nas Asteraceae ligulifloras (como o dente-de-leão), todas as flores são zigomorfos liguladas.

## Fórmula floral
Uma forma concisa e precisa de descrever a arquitetura das peças florais (número de inserção) é através da determinação da fórmula floral da espécie. A fórmula floral é uma descrição simplificada da organização das peças florais de uma flor, na qual são indicados:
- O número e identidade das partes (S = sépala, P = pétala, E = estame e C = carpelo);
- O número de ciclos por volta (verticilos);
- A fusão ou não das peças entre si e com outras;
- O tipo de simetria da flor;
- A posição do ovário (ínfero ou súpero).